# Área Q
Área Q é um filme estadunidense-brasileiro dos gêneros ficção científica e suspense lançado em 2011 nos Estados Unidos e 2012 no Brasil. 
O filme teve locações no Ceará e em Los Angeles, Estados Unidos.
O título "Área Q" é uma referência às cidades cearenses de Quixadá e Quixeramobim, onde se passa a história.

## Elenco
| Ator/Atriz        | Personagem     |
| ----------------- | -------------- |
| Isaiah Washington | Thomas Mathews |
| Tania Khalill     | Valquiria      |
| Murilo Rosa       | Joao Batista   |
| Lisa Crilley      | Mãe            |